# Carlos Gruezo (labdarúgó, 1975)
Carlos Armando Gruezo Quiñónez (Quininde, 1975. szeptember 18. –) ecuadori válogatott labdarúgócsatár. Egyszer szerepelt a válogatottban, 1998. október 14-én a Brazília ellen 5–1-re elvesztett meccsen a második félidőben állt be Ariel Graziani helyére. Fia Carlos Gruezo.